# 小湊鉄道
- 小湊鉄道
- 小湊鐵道

小湊鉄道株式会社（こみなとてつどう）は、千葉県市原市などに路線を有する鉄道会社・バス会社で、京成グループに属する企業の一つである。本社は千葉県市原市五井中央東1丁目1番地2に所在する。鉄道事業のほかに路線バス・観光バス事業も展開しており、鉄道事業よりバス事業において高い収益を上げている。

## 概要
社名の「小湊」は旧安房郡小湊町（現在の鴨川市の一部）に由来し、かつては五井駅から安房小湊駅付近への鉄道敷設免許を有していた（鉄道事業の節も参照）。しかしながら鉄道は上総中野駅までの開業にとどまり小湊への延伸は実現せず、小湊鉄道のバス路線の営業エリアからも外れており、小湊鉄道線の駅から小湊へのバス路線はない。ただし、高速バスでは2013年に安房小湊駅から東京駅八重洲口への路線（それまでは日東交通・京成バスの2社で運行）に参入し、社名の由来である小湊地区への乗り入れを実現している。
鉄道事業は大正期に会社が設立され、路線が開業した老舗企業である。2017年には会社創立100周年を迎えた。バス事業は太平洋戦争下で行われた陸運統制令に伴う戦時統合により、房総半島の木更津 - 勝浦以北のバス会社を袖ケ浦自動車が統合し、さらに小湊鉄道が袖ケ浦自動車を合併し、現在に至るまで直営事業として行っている。また、かつてはタクシー事業も直営で行っていたが、1986年に分社化された（「グループ会社」の節を参照）。
上総中野駅で接続する第三セクター鉄道のいすみ鉄道に5.57%出資しており、同社株主のうち小湊鉄道は千葉県、大多喜町、いすみ市に次いで出資比率第4位である。
東京から近いこともあり、鉄道は埼玉県の秩父鉄道と並び、テレビドラマなどのロケなどでよく使用される。路線バスもロケに使われることがある。一例として、東映教育映画部制作が1965年に制作した教育映画『紺の制服』では小湊鉄道が制作に協力しており、当時のバス車両やバス営業所が登場している。
なお、自社のウェブサイトや広報物においては「鉄」の字に旧字体を用いて「小湊鐵道」と表記している。ただし商号登記や国土交通省への届出における正式社名は全て新字体表記であり、『JR時刻表』などの一般誌や東日本旅客鉄道（JR東日本）などの他交通機関の案内では、これに則り新字体で表記されている。以下では、書名やアカウント名など個別の事情がない限り「小湊鉄道」と表記する。

### 京成電鉄との関係
京成電鉄の持分法適用関連会社として京成グループに名を連ねているが、事実上独立して、九十九里鉄道と共に小湊グループを形成している（グループ会社については「#主要関連会社」を参照）。
経営者も京成グループからの派遣等ではなく、2009年に社長に就任した石川晋平は、会長だった祖父の誘いで地方銀行勤務から転じて2005年に入社している。
小湊鉄道は元々は安田財閥に所属し京成とは無関係であったが、戦時中の当局の勧奨により株式の大半が京成電鉄に買収され、京成電鉄の系列会社となった。しかし1970年代に京成電鉄が経営危機に陥り、資産整理のため持株が放出された結果、九十九里鉄道が小湊鉄道株を、また小湊鉄道が社長名義で九十九里鉄道株を持ち合う形態になり、京成電鉄の出資割合は大幅に下がっている。
2005年3月31日時点では、九十九里鉄道が49.90%、京成電鉄が30.00%の株式を保有していたが、2007年3月期に京成電鉄の株式11.00%を九十九里鉄道が取得するなどした結果、2008年3月31日時点では九十九里鉄道が63.95%の株式を保有するに至っている。営業規模は小湊鉄道の方が大きいが、株式保有比率から九十九里鉄道が小湊鉄道の名目的な親会社という形になっている。
小湊鉄道の高速バスでは、京成グループの京成バス・京成バス千葉イーストと、路線バスでは、さらに京成バス千葉セントラルとの共同運行便も存在する。
小湊鉄道および関連会社における他の京成系事業者との違いは以下のとおり。
- 京成グループの統一ロゴ「K' SEI GROUP」を使用していない。
- 京成グループのサービス向上活動「BMK推進運動」に参加していない。
- 観光・高速バスのカラーリングはKaNaCカラーではなく、路線バスに準じた塗装となっている。
  - 京成電鉄（現：京成バス）の観光・高速バスも、KaNaCカラーへの統一前は路線バスに準じた塗装であった。
- 観光バスツアーは京成グループの「京成観光バスツアー」（京成トラベルサービス主催）ではなく、小湊グループ独自の「赤トンボツアー」[10]を展開している。旅行業登録番号は千葉県知事登録第2-88号。「赤トンボツアー」には九十九里鉄道も参加している[11]。
  - なお、以前はバスツアーに新京成電鉄が協力している場合が多かった。

また後述のとおり、京成グループに記載されていない企業も存在する。
2024年11月1日付で京成電鉄バスホールディングスが設立され、2025年4月1日より京成グループのバス事業会社が再編されたが、当社のバス事業における変更はない。

## 沿革
- 1913年（大正2年）11月26日 - 五井 - 鶴舞 - 小湊間の鉄道敷設免許認可。
- 1917年（大正6年）5月19日 - 小湊鉄道株式会社が発足[5]。当初の本社は千葉県千葉郡千葉町寒川1200番地[5]（現在の千葉市中央区寒川町）であった。
- 1918年（大正8年） - 千葉県千葉郡千葉町千葉1209番地（現在の千葉市中央区本町）に本社を移転[5]。
- 1920年（大正9年） - 安田保全社の資本参加により、東京府東京市日本橋区呉服町1番地（現在の東京都中央区）に本社を移転[5]。
- 1923年（大正12年） - 東京府東京市麹町区永楽町2-10（現在の東京都千代田区）に完成した永楽ビルディングに本社を移転[5]。
- 1924年（大正13年）
  - 1月11日 -  小湊鉄道線の建設工事が起工される。
  - 12月30日 - 千葉県市原郡里見村万田野（現在の市原市）で砂利販売業の営業を開始[5]。
- 1925年（大正14年）
  - 3月2日 - 上総鶴舞駅構内に鶴舞発電所[14]が完成。
  - 3月7日 - 小湊鉄道線が第1期（五井駅 - 里見駅間）開業[5]。
- 1926年（大正15年）9月1日 - 小湊鉄道線が第2期（里見駅 - 月崎駅間）開業[5]。
- 1927年（昭和2年）
  - 袖ケ浦自動車合資会社が発足。八幡宿 - 高滝間のバス運行開始。
  - 9月28日 - 電灯・電力供給事業として鶴舞発電所の電力を供給開始[5]。
- 1928年（昭和3年）
  - 5月16日 - 小湊鉄道線が第3期（月崎駅 - 上総中野駅間）開業[5]。
  - 8月19日 - 千葉県市原郡五井町1472番地（現在の市原市）の五井出張所に本社を移転[5]。
- 1932年（昭和7年） - 袖ケ浦自動車が小湊鉄道グループの傘下となる。
- 1934年（昭和9年） - 袖ケ浦自動車が千葉 - 大多喜間、八幡宿 - 鶴舞間、八幡宿 - 木更津間の路線を潤間四郎八から譲受。
- 1936年（昭和11年）10月28日 - 上総中野 - 安房小湊間の鉄道敷設免許取り消し。
- 1937年（昭和12年）
  - 浜野にバス整備工場を開設。
  - 袖ケ浦自動車が茂原 - 大多喜 - 中野間の路線を大野旅館から譲受。長柄 - 茂原間の路線も譲受し、茂原駅に乗り入れ開始。
  - 袖ケ浦自動車が木更津 - 巌根間の路線を昭福汽船から譲受。
- 1942年（昭和17年）
  - 8月19日 - 京成電気軌道（現在の京成電鉄）グループの企業となる。
  - 11月 - 配電統制令により電力供給事業を営業中止[5]、関東配電（東京電力の前身）へ移管。
- 1943年（昭和18年）12月16日 - 戦時統合政策により、三日月自動車、笠森自動車、東海合同自動車、越後貫輝、佐藤謙蔵、藤平芳、中村万吾の各社を袖ケ浦自動車に合併。
- 1947年（昭和22年）7月1日 - 袖ケ浦自動車を合併し、小湊鉄道が直営で乗合バス事業を開始[5]。
- 1949年（昭和24年）11月15日 - 観光バス事業を開始[5]。
- 1951年（昭和26年）1月1日 - タクシー事業を開始[5]。
- 1957年（昭和32年）12月27日 - 千葉新線 海士有木 - 本千葉間の鉄道敷設免許を取得（1975年に千葉急行電鉄へ免許譲渡）。
- 1962年（昭和37年）
  - 1月 - キハ200型気動車の運用を開始。
  - 3月21日 - 蒸気機関車を全廃。
- 1964年（昭和39年）7月23日 - バス部塩田営業所を開設。
- 1969年（昭和44年）
  - 塩田営業所姉崎車庫を開設。
  - 10月1日 - 貨物列車の運行を廃止。
- 1971年（昭和46年） - バス部笠森車庫を移転する形で、長南車庫を開設。
- 1976年（昭和51年） - 路線バスを全車ワンマン化。
- 1978年（昭和53年）10月10日 - 子会社によりゴルフ場運営事業を開始、長南ゴルフ場を開業[5]。
- 1986年（昭和61年）3月31日 - タクシー事業を子会社[15]に譲渡[5]。
- 1995年（平成7年）2月1日 - 小湊鉄道線（五井駅 - 上総牛久駅間）で自動列車制御装置 (ATS) を使用開始[5]。
- 1996年（平成8年）8月16日 - 茂原営業所と大多喜営業所を車庫に格下げし、長南車庫を営業所に格上げする形でバス部長南営業所を開設。
- 1997年（平成9年）12月19日 - 東京湾アクアライン開通に伴い高速バス事業に参入[5]。木更津駅 - 川崎駅・横浜駅・羽田空港間の高速バス路線を開業。
- 1998年（平成10年）4月21日 - 千葉駅 - 白子間の高速路線を開業。
- 1999年（平成11年）
  - バス部木更津車庫を木更津市中里から潮浜に移転。
  - 5月1日 - 五井駅 - 横浜駅・羽田空港間の高速バス路線を開業。
- 2000年（平成12年）
  - 観光バス千葉営業所を姉崎車庫に統合。
  - 12月1日 - 茂原駅 - 羽田空港間の高速バス路線を開業。
- 2002年（平成14年）
  - 6月13日 - 東金駅 - 羽田空港間の高速バス路線を開業。
  - 7月15日 - 木更津駅 - 品川駅間の高速バス路線を開業。
- 2003年（平成15年）4月21日 - 「懐石料理列車」運行開始。
- 2005年（平成17年）11月1日 - 市原市青葉台コミュニティバス「あおばす」運行開始。塩田営業所姉崎車庫が運行受託。
- 2008年（平成20年）
  - 4月 - 養老渓谷駅に足湯を開設。
  - 9月1日 - 木更津駅 - 新宿駅間[16]、長浦駅 - 品川駅間の高速バス路線を開業。
- 2009年（平成21年）6月15日 - 東京駅 - 白子間の高速バス路線を開業。
- 2010年（平成22年）
  - 7月26日 - 市内循環バス「千葉みなとループバス」開業。
  - 11月25日 - 五井駅 - 新宿駅間の高速バス路線を開業。
- 2012年（平成24年）
  - 4月 - 三井アウトレットパーク木更津の開業に合わせ、高速バス路線の新設と、木更津地区の一般路線バスの大幅再編を実施。
  - 7月14日 - 三井アウトレットパーク木更津 - 品川駅間の高速バス路線を開業。
- 2013年（平成22年）
  - 4月28日 - 茂原駅 - 東京駅間の高速バス路線を開業。
  - 9月14日 - 九十九里鉄道本社・東金営業所内にバス部東金営業所を開設、大網駅発着の一部路線を長南営業所から移管。
  - 10月1日 - 市原市青葉台コミュニティバス「あおばす」が一般路線化。引き続き塩田営業所姉崎車庫が運行を担当する。
  - 11月1日 - アリオ市原の開業に合わせ、五井地区の一般路線バスの再編を実施。
- 2014年（平成26年）
  - 4月1日 - 消費税率引き上げに伴い、運賃を改定。
  - 6月30日 - 千葉みなとループバスでダイヤ改正と経路変更。「まちなかコース」（千葉駅 - 千葉みなと駅）、新設の「タワーコース」（千葉駅 - 千葉みなと駅西口 - 千葉ポートタワー）の2路線になりコース愛称が付与される[17]。
- 2015年（平成27年）11月15日 - トロッコ列車「里山トロッコ」[18]運行開始[5]。
- 2016年（平成28年）
  - 4月4日 - バスタ新宿の開業に伴い、高速バスの乗り入れ開始。
  - 12月 - 三井アウトレットパーク木更津 - たまプラーザ駅間の高速バス路線を開業。
- 2017年（平成29年）
  - 4月1日 - 蘇我駅 - 大宮駅間の高速バス路線を開業。
  - 5月19日 - 創立100周年を迎える[5]。
  - 10月4日 - 小湊鉄道線の「沿線住民と協働した里おこし活動」がグッドデザイン賞を受賞。
  - 12月15日 - 袖ケ浦駅 - 東京駅間の高速バス路線を開業。
- 2018年（平成30年）
  - 5月19日 - 三井アウトレットパーク木更津 - 茂原駅間の高速路線を開業。
  - 6月1日 - 塩田営業所木更津車庫を独立させる形で、バス部木更津営業所を開設[5]。
  - 7月10日 - 木更津駅 - 渋谷駅間の高速バス路線を開業。
- 2020年（令和2年）1月25日 - 千葉地区のダイヤ改正に伴い、千葉みなとループバス「まちなかコース」は1月24日をもって廃止、 「タワーコース」は土休日の運行が廃止され平日も減便となる[19]。
- 2024年（令和6年）4月8日 - 同日実施のダイヤ改正に伴い、17路線において、バスの大幅減便を実施[20]。
- 2025年（令和7年）3月7日 - 五井駅で鉄道開業100周年式典を挙行。翌8日は「記念フリー乗車デー」として始発から終日全線を無料乗車できるようにする（上下2本ずつの臨時列車も運行）ほか、オリジナルグッズ販売や地元の事業者によるマルシェなどを実施。8月末にかけ、他にも記念イベントを実施する[21]。

## 鉄道事業
鉄道路線として、JR東日本内房線と接続する千葉県市原市の五井駅より、いすみ鉄道いすみ線に接続する同県夷隅郡大多喜町の上総中野駅まで39.1kmの小湊鉄道線を有する。
「小湊鉄道」という社名になったのは、当初は誕生寺への参拝客輸送を目的に安房郡小湊町（現・鴨川市）を目指して着工されたことからである。資金不足と当時の土木建築技術の限界や、終着駅の上総中野駅に国鉄木原線（現：いすみ鉄道いすみ線）が接続したことから、小湊方面への建設は行われなかった。
ほかに海士有木駅 - 本千葉駅間の鉄道敷設免許も持っていたが、こちらは千葉急行電鉄に譲渡された。その一部が現在の京成千原線である（ちはら台駅 - 千葉中央駅間）。
2010年4月3日から、自転車をそのまま鉄道車両に持ち込めるサイクルトレインサービスを始めた。
2015年11月15日から、上総牛久駅（のちに五井駅） - 養老渓谷駅間で、トロッコ列車「里山トロッコ」の運行が開始された。これに際して蒸気機関車を模したディーゼル機関車と小型のトロッコ客車が新製された。
2017年には「沿線住民と協働した里おこし活動」が評価され、2017年度グッドデザイン賞を受賞した。
2023年、小湊鉄道は、今後10年間で線路や車両の維持・修繕に約60億円が必要になるとして、市原市に対して財政的な支援を要請。また、乗降人数が少ない上総牛久以南の路線については「廃線も含めた検討」が必要とした。これに対して市原市は準備調整会議を立ち上げ、地域住民にアンケートなどを通じて支援の是非について検討を始めた。

### 路線
全線非電化である。路線についての詳細は以下の項目を参照のこと。
- 小湊鉄道線 五井駅 - 上総中野駅間 39.1km

路線図

### 車両
保有する鉄道車両は全て五井機関区に配置されている。現在は普通列車用の気動車のほか、「里山トロッコ」に使用するディーゼル機関車と客車、保線用の貨車を有する。

### 現在の車両
- キハ200形
1961年から1977年にかけて14両が新製導入された気動車。長らく休車状態のキハ209を除いた13両が運用されていたが、キハ202が2020年10月10日に運用を離脱し[29]、キハ203が2023年4月に高滝湖グランピングリゾートに向けて搬出された[30]。
- キハ40形
2020年と2021年に、JR東日本から計5両が譲受された気動車。2020年5月に第一弾となるキハ40 2021・2026が搬入され[31][32][33]、キハ40 1・2に改番のうえ2021年4月23日に臨時急行「さと山」で営業運転を開始した[34]。さらに、同年7月にはキハ40 2018・2019・1006を譲受し[35][36]、キハ40 3・4・5に改番された。
- DB4形
2015年11月に運行が開始された「里山トロッコ」用のディーゼル機関車で、1両が在籍。北陸重機工業製で、かつてのコッペル製4号蒸気機関車をイメージした外観となっている[37]。駆動機関には、世界的な第3次ディーゼルエンジン排出ガス規制（Tier3）をクリアしたボルボ製[注 2]クリーンディーゼルエンジンを搭載している。
- ハフ100形
- ハテ100形
- クハ100形
「里山トロッコ」用の客車。ハフ100形・クハ100形は窓付き、ハテ100形は窓無しのオープン構造である。またクハ100形は、DB4形を遠隔制御するための運転台を装備する。

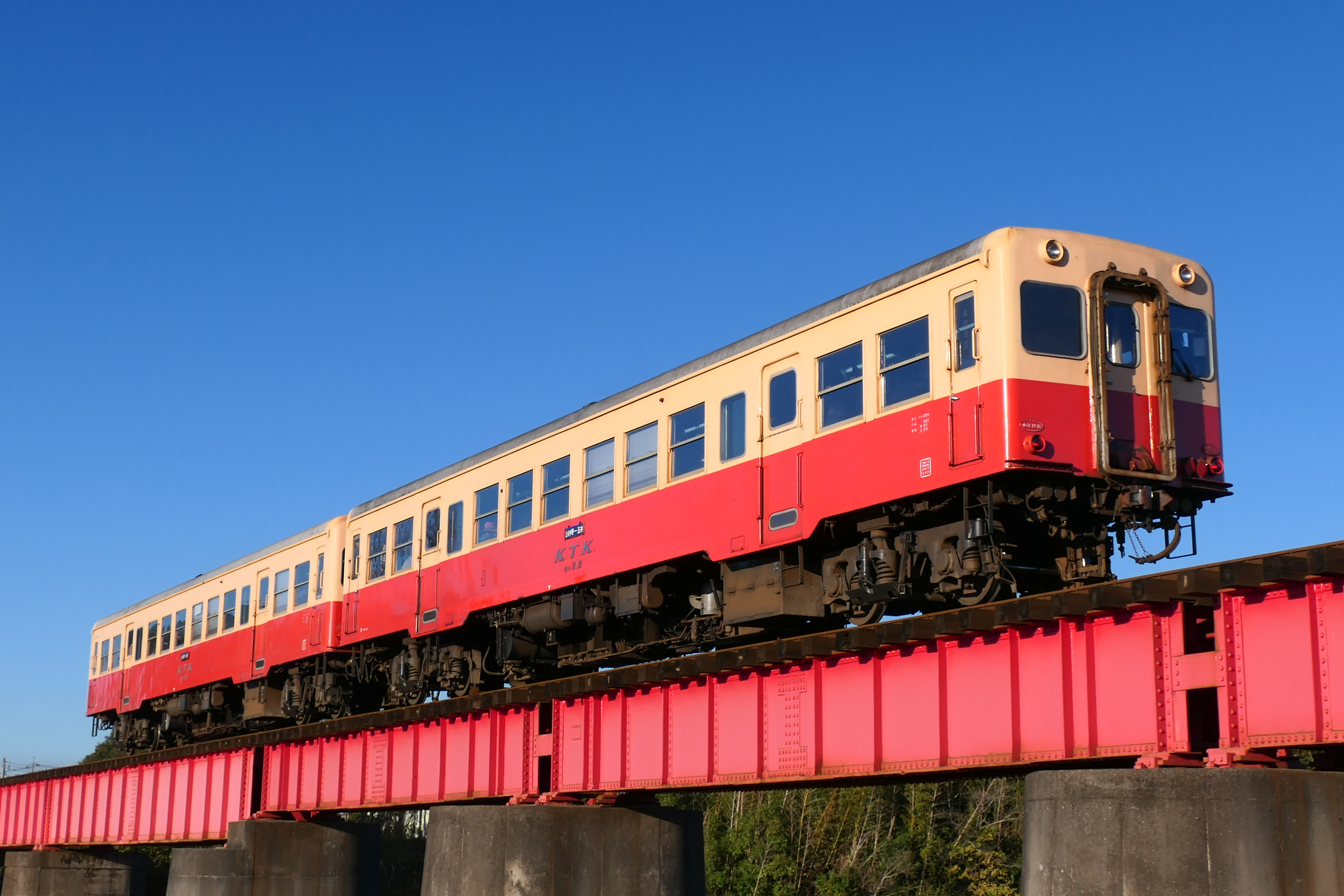
キハ200形
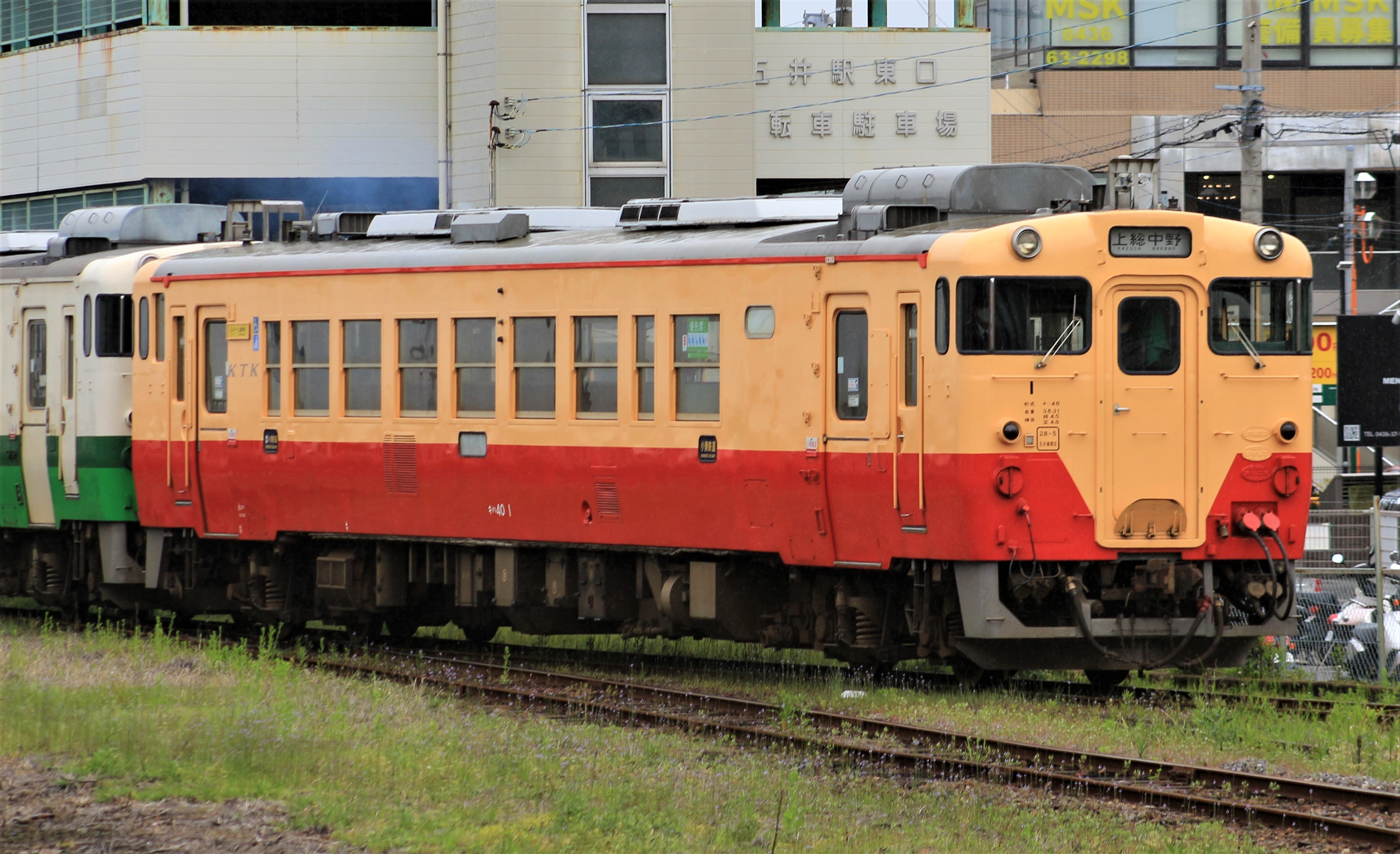
キハ40形
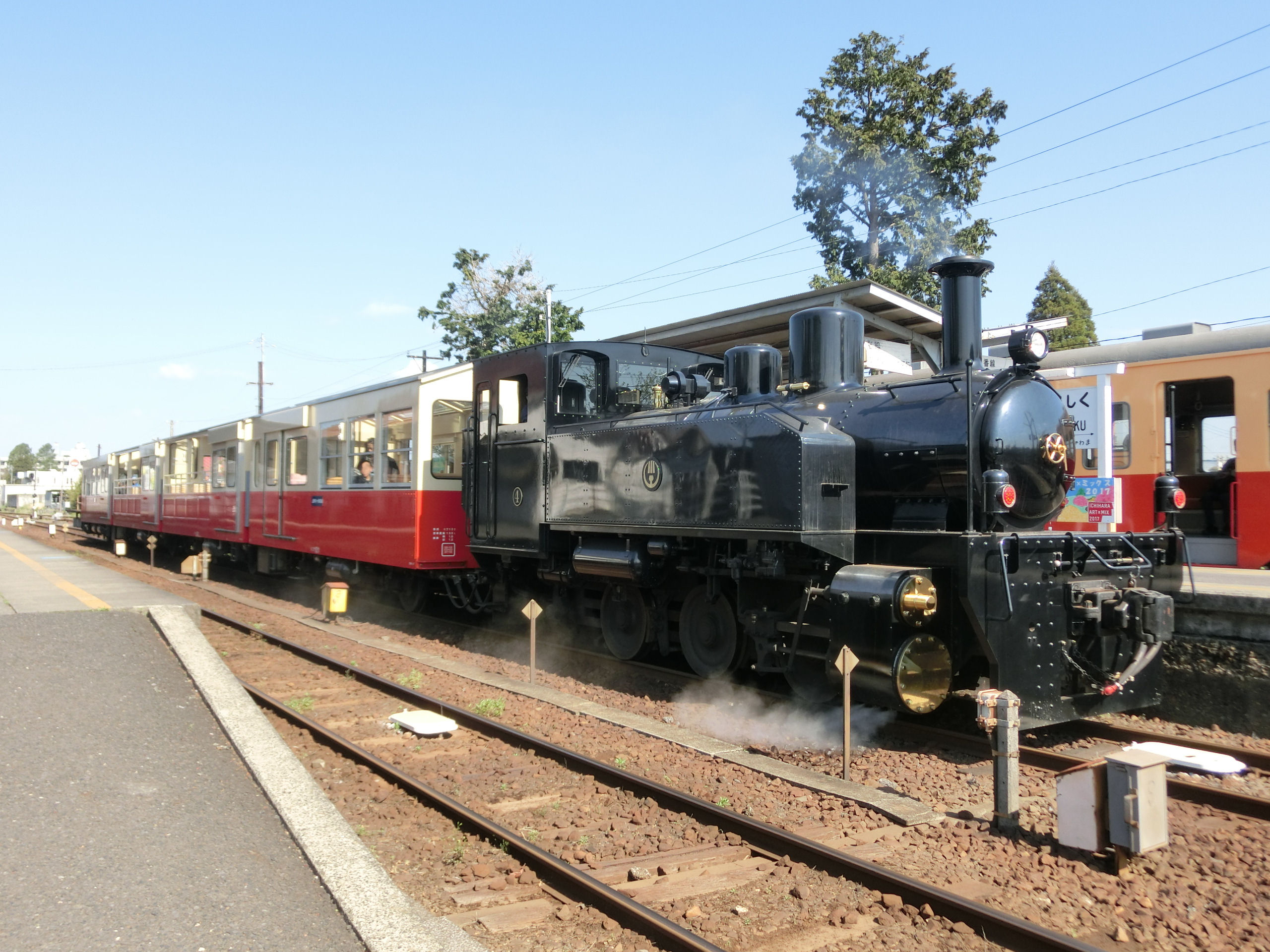
DB4形
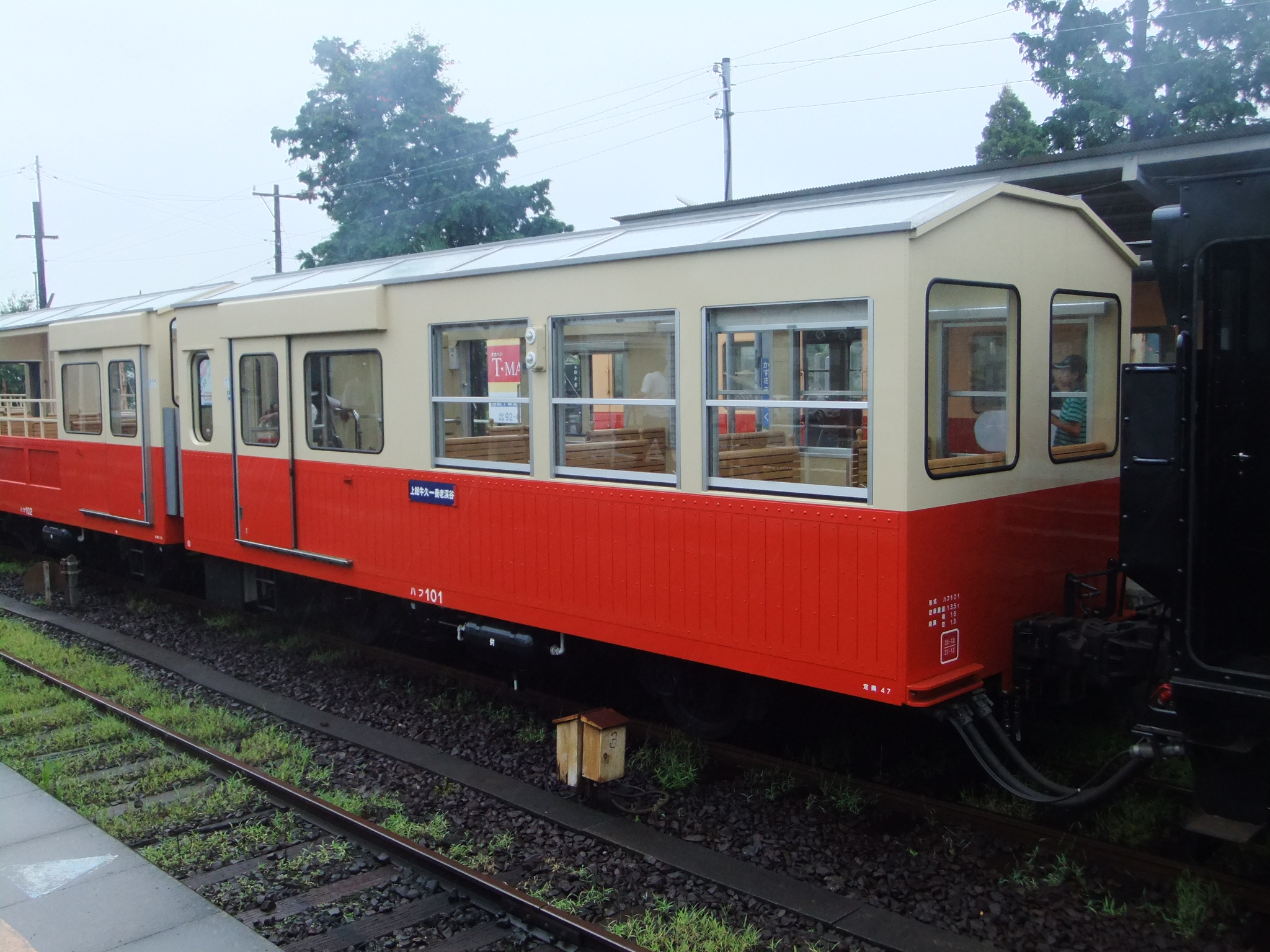
ハフ100形
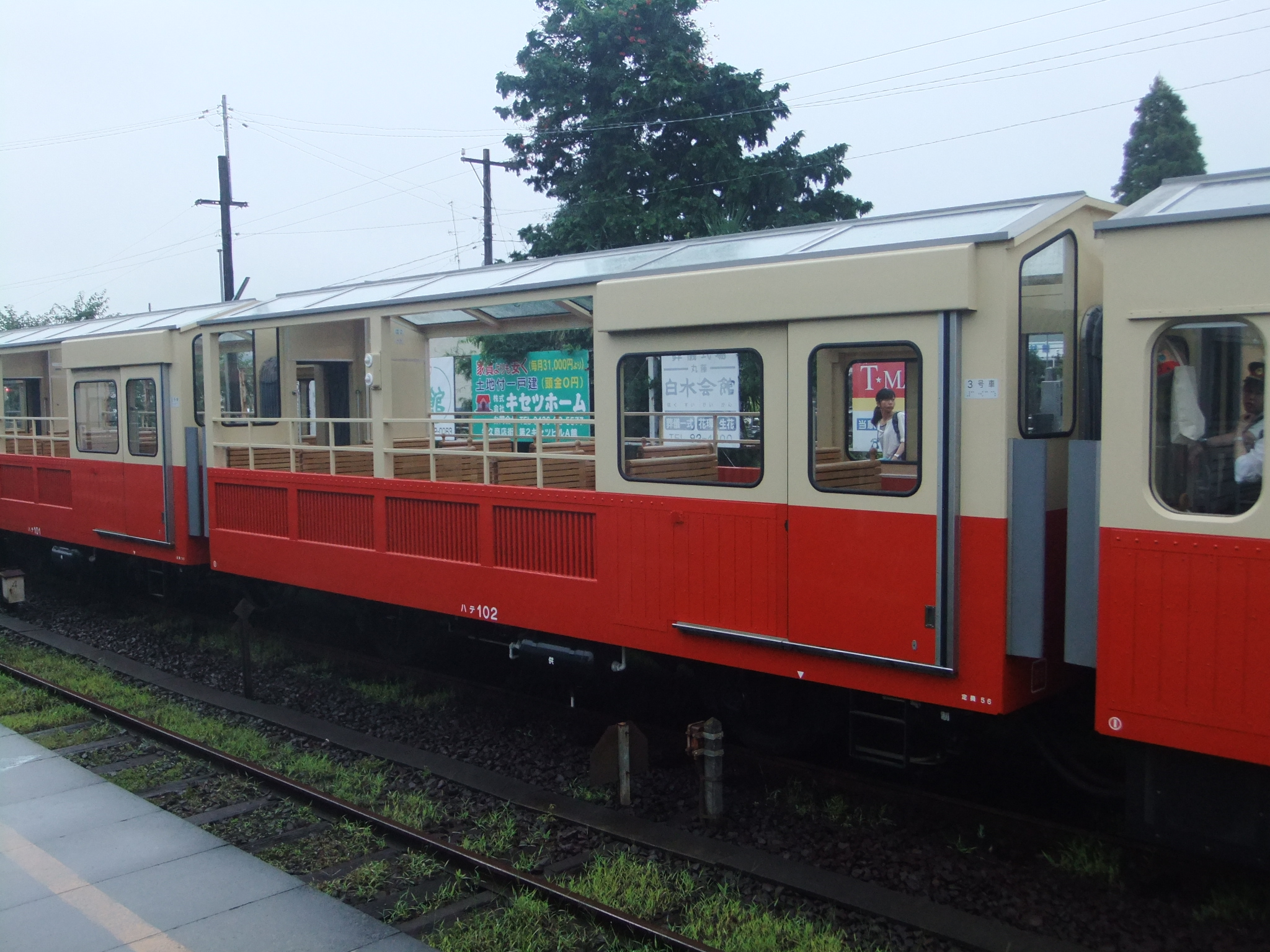
ハテ100形
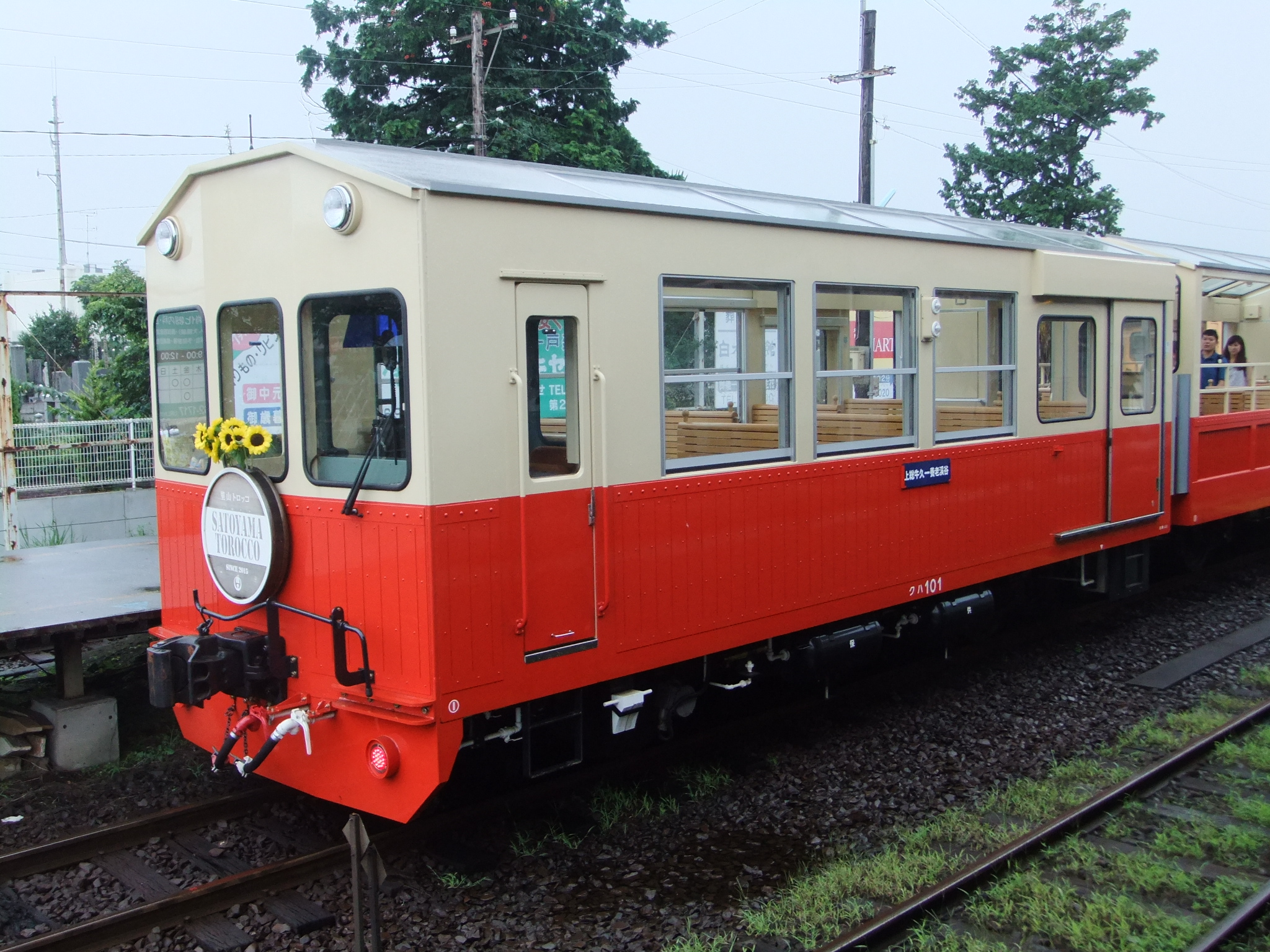
クハ100形

このほか営業用車両ではないが、いすみ鉄道より2011年に譲渡されたモーターカー、前述のキハ40形導入にあわせて2021年に関東鉄道から譲渡されたホッパ車のホキ800形、JR東日本から譲渡されたレール輸送用長物車のチ1000形・チキ5200形がある。

#### 過去の車両
過去には蒸気機関車を保有していたが、1962年までに全廃された。客車もその頃までに全廃され、「里山トロッコ」用の客車が2015年に製造されるまで保有客車はなくなっていた。戦中戦後の一時期には余市臨港軌道から譲り受けた蒸気動車を1両保有していた。
電化の計画もあったため、客車については電車への改造をしやすい車体形状としたホハ1 - ホハ4・ホロハ5 - ホロハ6の6両が在籍していたが、開業からわずか3年で中国鉄道へ売却してしまった。高滝ダムの水力発電による電気で電車を動かすつもりだったという。
蒸気機関車

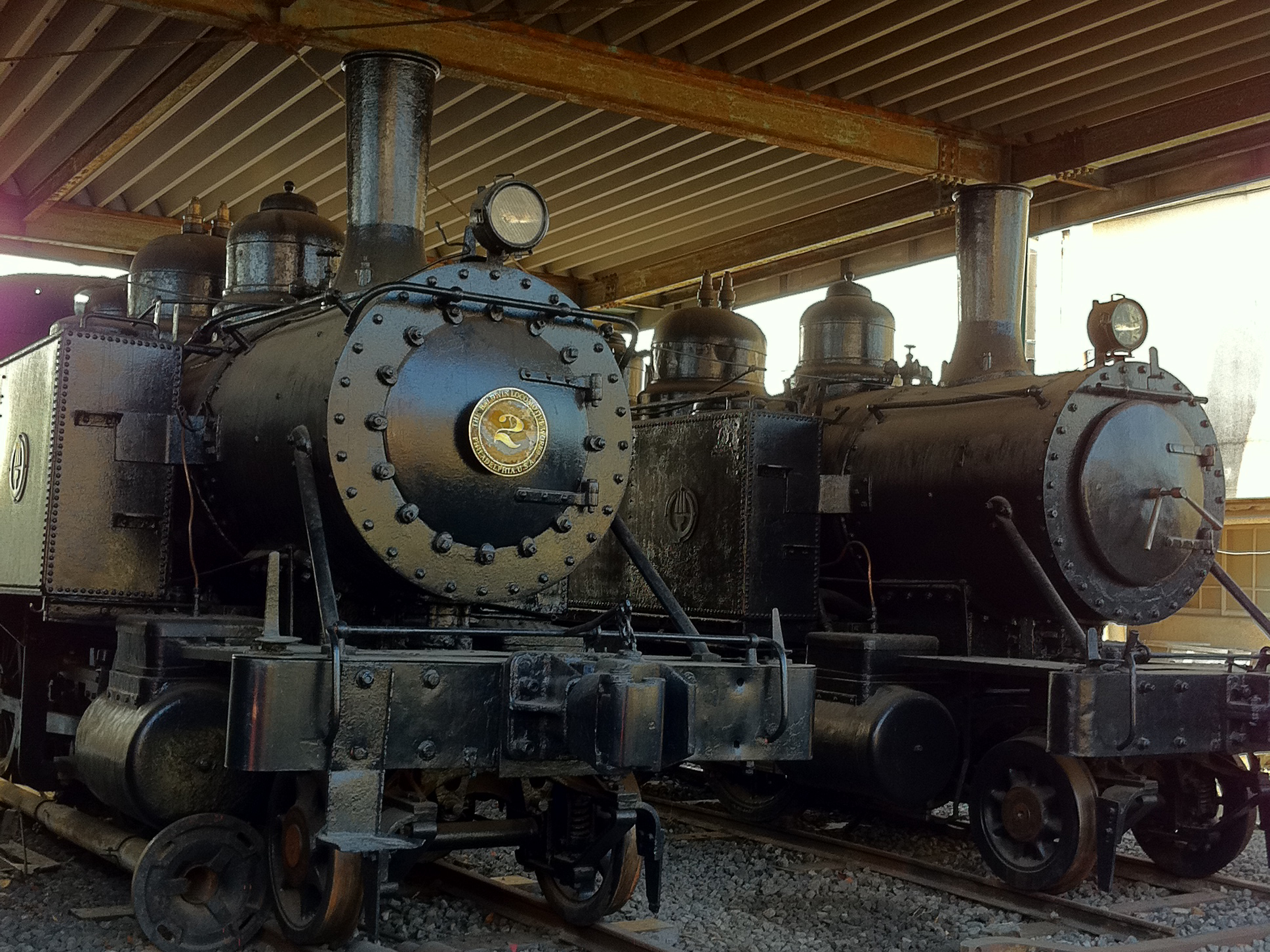
1号・2号
ボールドウィン社製の蒸気機関車で、建設・開業用にアメリカから1924年に輸入。現在も五井機関区に保存されている。千葉県指定歴史資料。
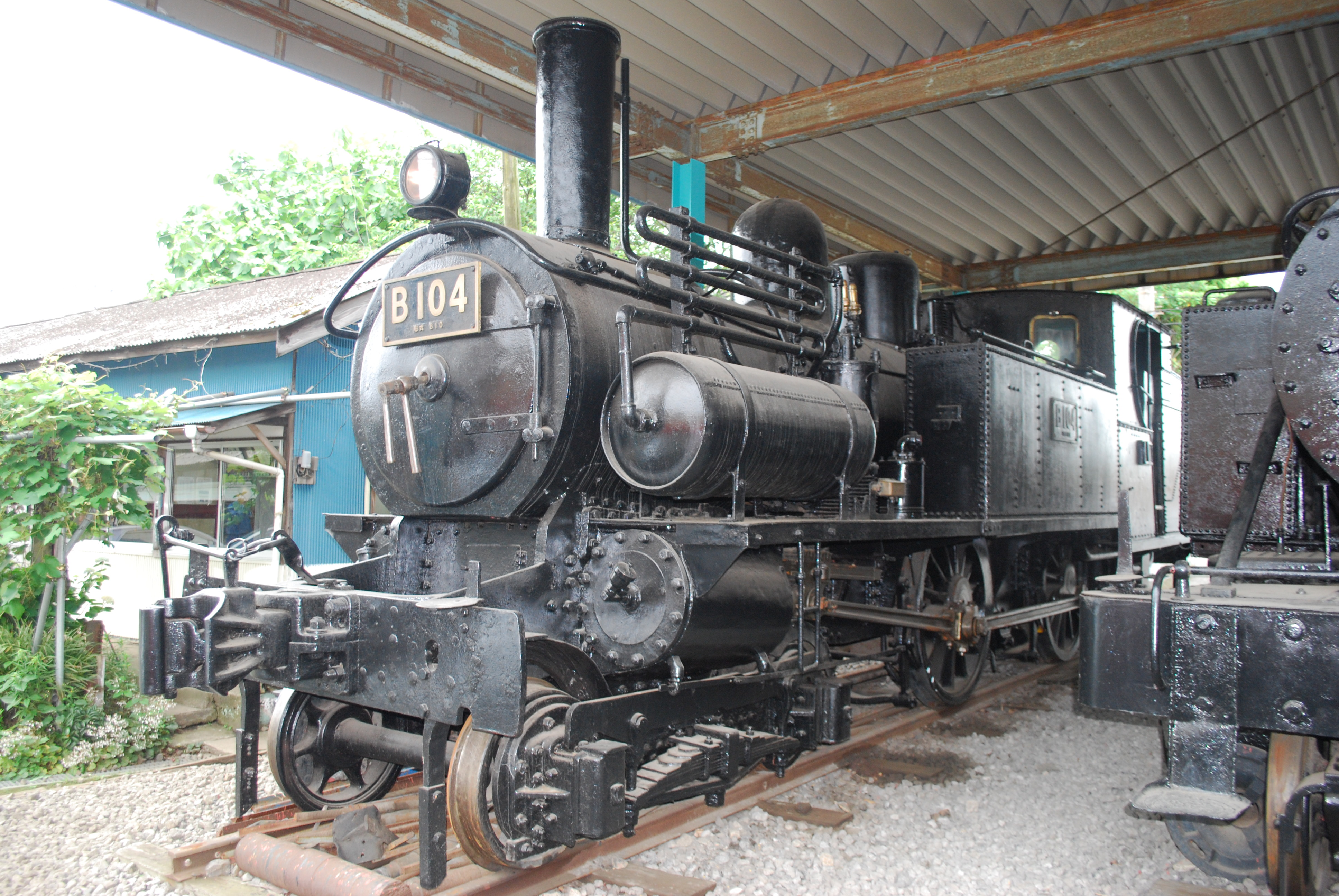
B10形
1949年に日本国有鉄道（国鉄）から譲渡された蒸気機関車。B104の1両がかつて在籍し、現在も五井機関区に保存されている。千葉県指定歴史資料。
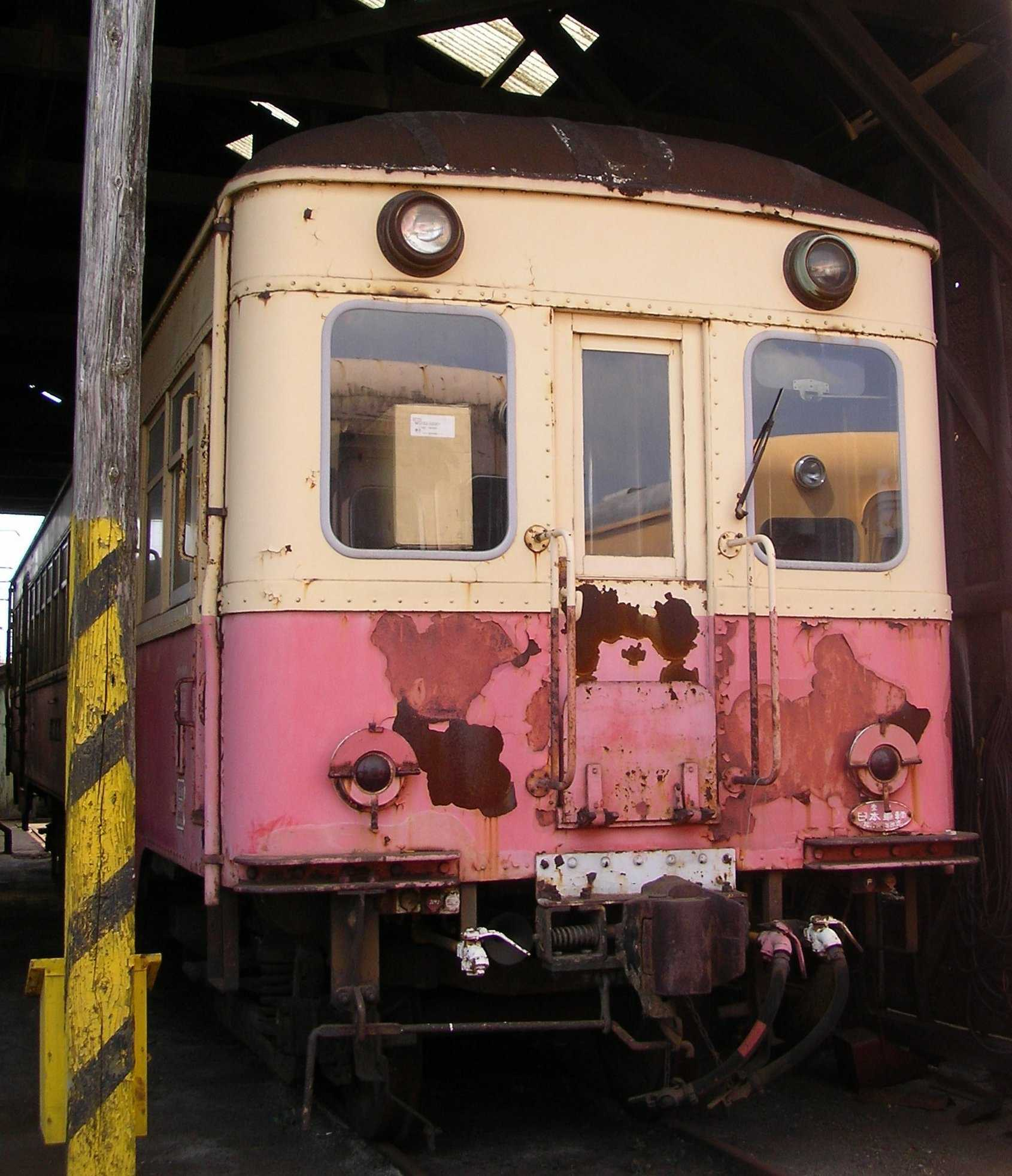
4号
コッペル製の蒸気機関車で1938年（昭和13年）に廃車となったが、太平洋戦争中に車籍復活。その後の1951年（昭和26年）にふたたび廃車された後、川崎製鉄千葉工場に移り、同社のNUS8として使用された。上記「里山トロッコ」のDB4の原型となった。

気動車
- キハ100形
- キハ41000形
国鉄から41001 - 41004の4両が譲渡された。1975年までに全廃。
- キハ6100形
国鉄の電車であったクハ6100形を気動車に改造したもので、キハ6100・キハ6101の2両が在籍した。1978年までに全廃。
- キハ5800形
国鉄の電車であったクハ5800形を気動車に改造したもので、キハ5800・キハ5801の2両が在籍した。1997年までに全廃されたが、キハ5800は五井機関区に保存されており、千葉県指定歴史資料となっている。

- 1号・2号
- B10形
- キハ5800形

### 運賃・乗車券
大人普通旅客運賃は以下のとおり（2019年10月1日改定、小児半額・10円未満切り上げ）。なお、SuicaやPASMOなどの交通系ICカードでの利用はできない。
| キロ程        | 運賃（円） | キロ程 | 運賃（円） | キロ程 | 運賃（円） |
| ------------- | ---------- | ------ | ---------- | ------ | ---------- |
| 初乗り1 - 3km | 140        | 16     | 670        | 29     | 1,090      |
| 4             | 170        | 17     | 710        | 30     | 1,120      |
| 5             | 210        | 18     | 740        | 31     | 1,150      |
| 6             | 250        | 19     | 780        | 32     | 1,180      |
| 7             | 290        | 20     | 810        | 33     | 1,220      |
| 8             | 340        | 21     | 840        | 34     | 1,250      |
| 9             | 380        | 22     | 870        | 35     | 1,280      |
| 10            | 420        | 23     | 900        | 36     | 1,310      |
| 11            | 460        | 24     | 930        | 37     | 1,340      |
| 12            | 500        | 25     | 960        | 38     | 1,370      |
| 13            | 540        | 26     | 1,000      | 39     | 1,400      |
| 14            | 590        | 27     | 1,030      | 40     | 1,440      |
| 15            | 630        | 28     | 1,060      |        |            |

#### その他の乗車券類
回数券
10枚分の価格で11回使用可能で、有効期限は1か月である。
企画乗車券
2024年9月現在。
- 1日フリー乗車券（大人2,000円、子供1,000円）
- 里山フリーきっぷ（大人800円 子供400円）
- 房総横断記念乗車券（大人2,000円、子供1,010円）
- 上総鶴舞・高滝周遊乗車券（大人1,420円、子供710円）

モバイルチケット
2022年2月7日より、ジョルダン並びに英Masabi社の協力を受け、以下のモバイルチケットの発売を開始した。購入並びに利用は、ジョルダンの「乗換案内」アプリ内から行う。
- 1日フリー乗車券（大人2,000円、子供1,000円）
- 上総鶴舞・高滝周遊乗車券（大人1,420円、子供710円）

## バス事業

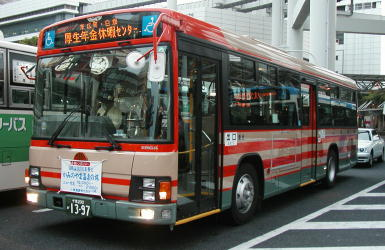
小湊鐵道の一般路線バス

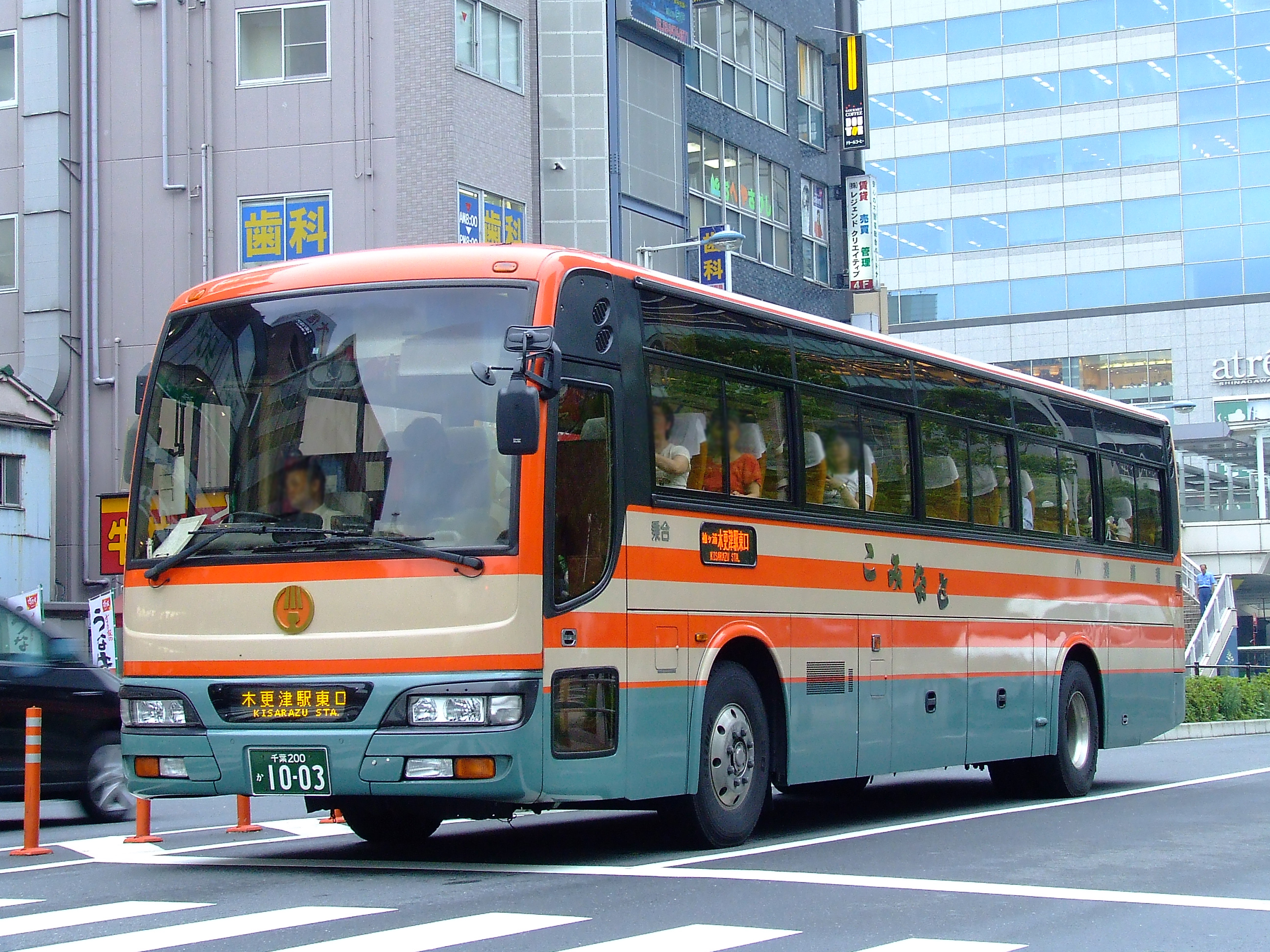
小湊鐵道の高速バス

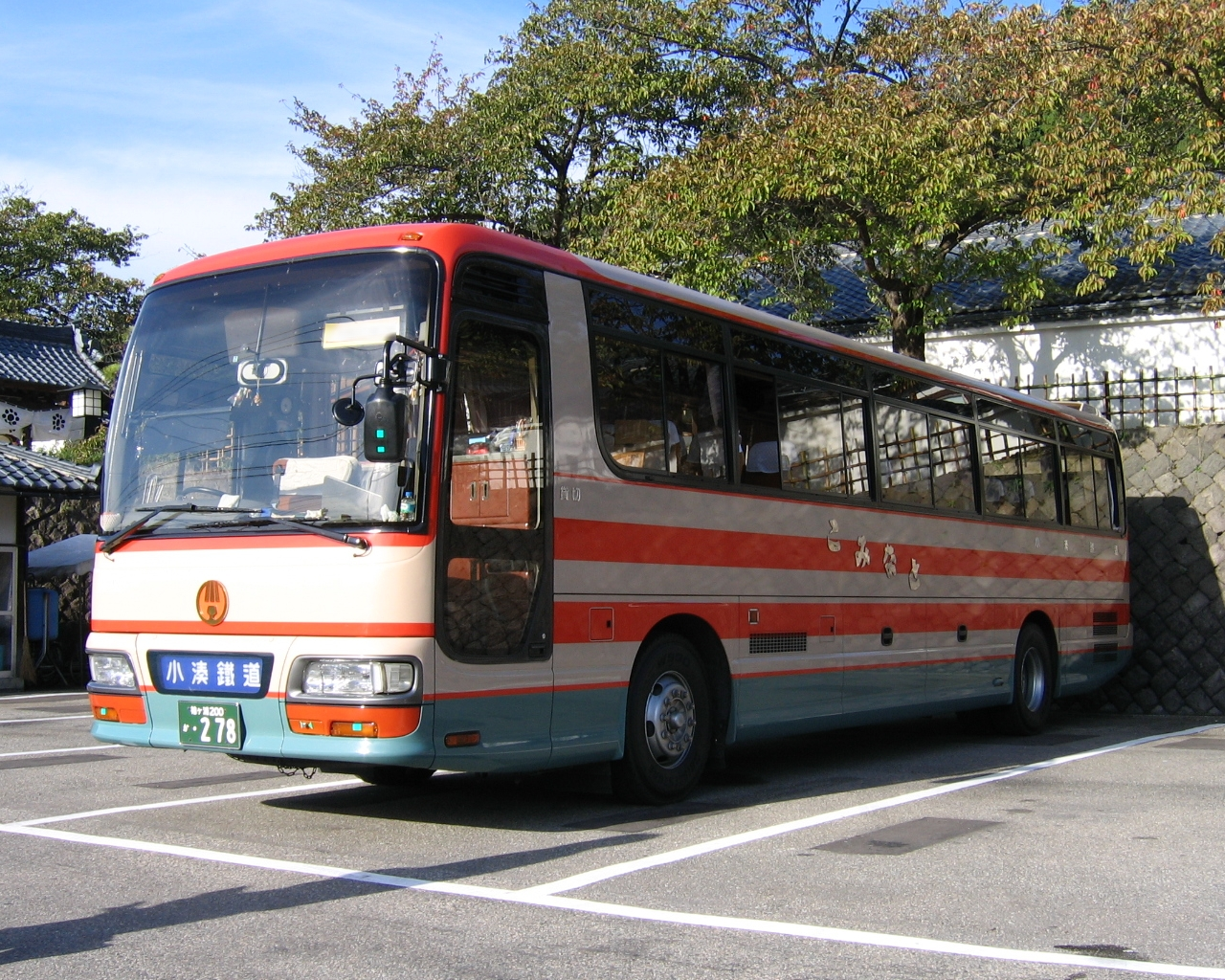
小湊鐵道の貸切バス

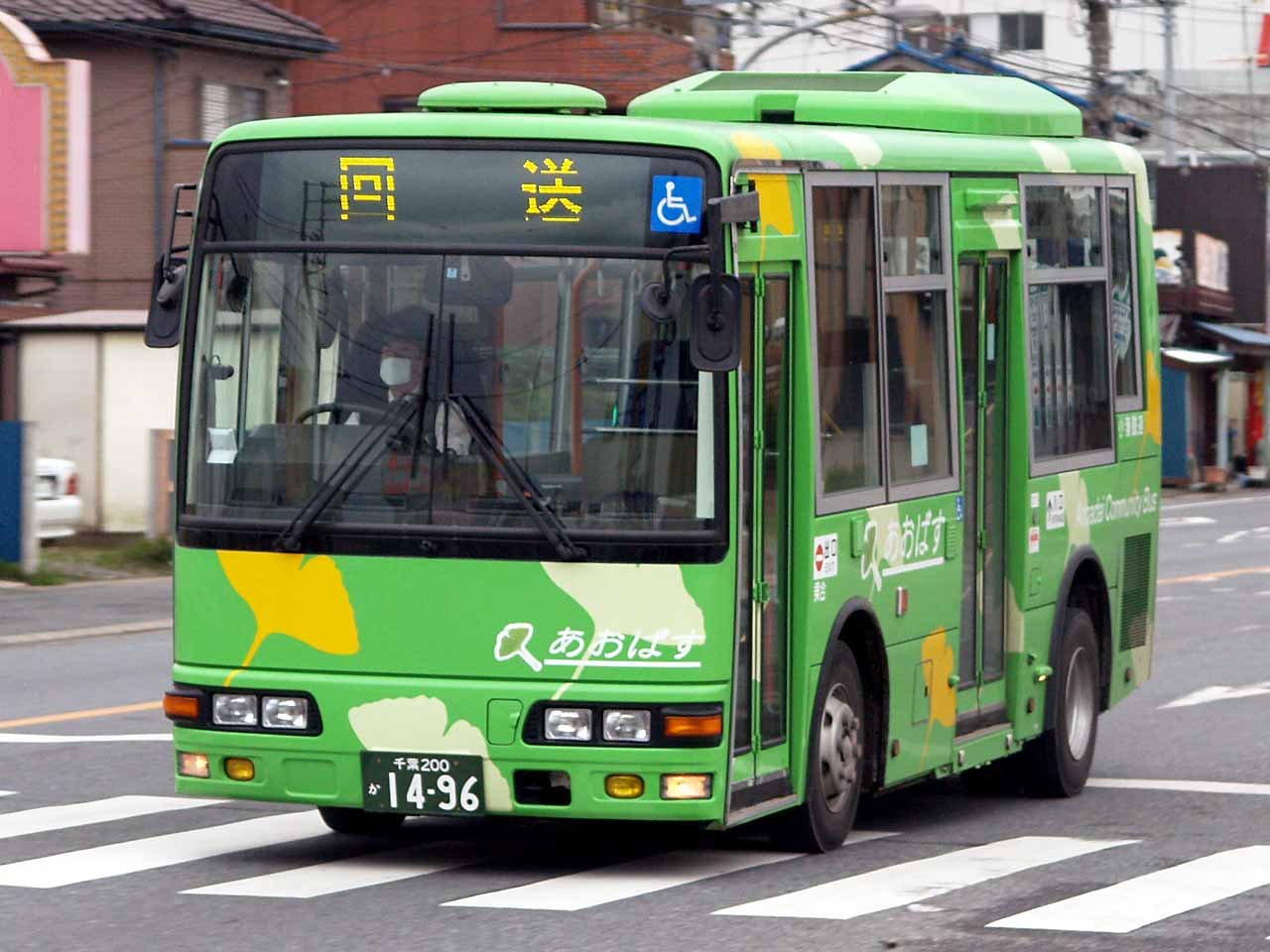
市原市青葉台コミュニティバス「あおばす」

小湊鉄道では鉄道事業のほか、乗合バス・貸切バス事業を計300両弱の車両によって営んでいる。バス事業は鉄道事業との区別もあり「小湊バス（こみなとバス）」と呼ばれている。乗合バスの営業エリアは房総半島中央部のJR内房線・外房線と小湊鉄道線沿線の広範囲、内房は千葉市から木更津市にかけて、外房は東金市から勝浦市までに及ぶ。また高速バス事業、自社企画のバスツアー「赤とんぼツアー」なども運営する。バス事業においては千葉県内にとどまらず広範な路線網を持ち、良好な業績を維持している。

### 沿革
小湊鉄道のバス事業は、1947年7月1日に傘下にあった袖ケ浦自動車株式会社を合併したことにより始まる。袖ケ浦自動車は1927年に現在の市原市周辺の有志によって合資会社として設立された。当初は大多喜街道周辺のみで営業していた小さなバス事業者であったが、1933年に小湊鉄道が経営権を得てからは、潤間四郎八より千葉 - 木更津、千葉 - 長南などの路線を継承するなど、内房地域で路線網を拡張した。その後、株式会社化を経て、戦時下の事業統合により1943年に外房地域の多数の事業者を合併し、房総半島の中央部を東西に横断する広大な事業エリアを確立した。
小湊鉄道に合併されてからは、戦前からの路線をベースにした地域間の路線網強化を図るとともに、1950年代の高度成長期から急速に発展した東京湾岸の工業地域に向かう路線や、千葉市や市原市に相次いで建設された住宅団地へ向かう路線を多数開設した。京成千葉駅（現：千葉中央駅）を起点とする中長距離路線も拡充され、一時は房総街道や産業道路、茂原街道、大多喜街道など千葉市と房総を結ぶ主要道路上を、特急・急行・快速など複数の種別を持つ小湊バスが行き交っていた。
しかし1970年頃には、競合する国鉄内房線・外房線の本数増加や、マイカーの普及による交通渋滞の悪化、さらには東京に近いエリアを除く沿線市町村の過疎化など複数の要因が重なって利用者が減少し、こうした路線は昭和の終わり頃までにはおおむね姿を消した。また過疎化の進展は他の路線にも影響を及ぼし、1980年代から1990年代に掛けて外房地域を中心に大幅な路線の整理が行われている。1996年には茂原と大多喜の2つの営業所が廃止されて車庫に格下げとなり、この地域の営業所は同時に車庫から昇格した長南営業所に集約された。
その一方で1990年代には、千葉市や市原市、大網白里町（現：大網白里市）などではニュータウンの造成が相次ぎ、短距離の住宅輸送路線が新設・強化されたことに加え、交通不便地域の解消を目的としたコミュニティバスが開設されるようになった。
1997年12月18日に東京湾アクアラインが開通、これを契機に小湊鉄道は高速バス事業に参入した。翌12月19日に東京湾アクアライン経由の木更津駅 - 川崎駅・横浜駅・羽田空港間の高速バス路線を開業し、以降は東京湾アクアライン経由路線をはじめとする高速・特急路線を相次いで開業、2020年5月現在で26路線が運行されている。特にアクアラインを経由する神奈川県発着（川崎・横浜）の路線の需要が根強く、羽田空港発着の各線も堅調に推移している。
その後は2012年4月13日の三井アウトレットパーク木更津開業に伴い、東京都・神奈川県内各地からのアクセスを図る高速バス路線を相次いで開業した。近年は東京湾アクアライン経由以外の路線も充実が図られ、千葉県内を横断する路線も開設されている。なお、夜行高速バスは運行していない。
2024年4月、バスの運転手不足や同月1日から開始された残業規制強化（2024年問題）を背景としたダイヤ改正を同月8日に実施。17路線が対象となり、合計で366便減少した。これにより、中にはこれまでは平日54本あったのが改正後は一気に4本にまで減少となる路線も発生し、千葉県も緊急実態調査に乗り出す事態になった。

### 営業所および営業路線
乗合バスの営業所は、内房地域の路線を担当する塩田営業所と木更津営業所、外房地域を担当する長南営業所、東金営業所（九十九里鉄道に管理委託）の4か所がある。営業所傘下の車庫として、塩田営業所の管轄下に姉崎の1車庫、長南営業所の管轄下に白子・茂原・大多喜・勝浦の4車庫を有する。一般乗合路線は、住宅輸送路線や工業地域の通勤路線、山間地域の生活路線、海岸沿いや渓谷を走る観光路線など多様である。高速路線は東京湾アクアラインを経由して東京都・神奈川県に至るものが中心である。
所属車両は千葉運輸支局管内であり、ナンバープレートは、塩田営業所、姉崎車庫、東金営業所の車両は千葉ナンバー、木更津営業所、長南営業所、白子車庫、大多喜車庫、勝浦車庫の車両は袖ケ浦ナンバーとなる。なお、市原市はかつては袖ケ浦ナンバーのエリアであったが2020年5月より市原ナンバーが創設された。しかし、姉崎車庫の車両は本籍を塩田営業所に置いているため千葉ナンバーとなっている。
なお、大多喜車庫は、1967年4月につげ義春が大多喜の車庫隣接の旅館寿恵比楼を友人と再訪した際に、隣室に泊まっていた小湊鐵道のバスガイドの発した言葉「えいっ、腹が立つ、突っ張る」がヒントになり、代表作である『紅い花』の中でキクチサヨコの台詞として利用された。
運行路線の詳細については、各営業所の項目を参照。

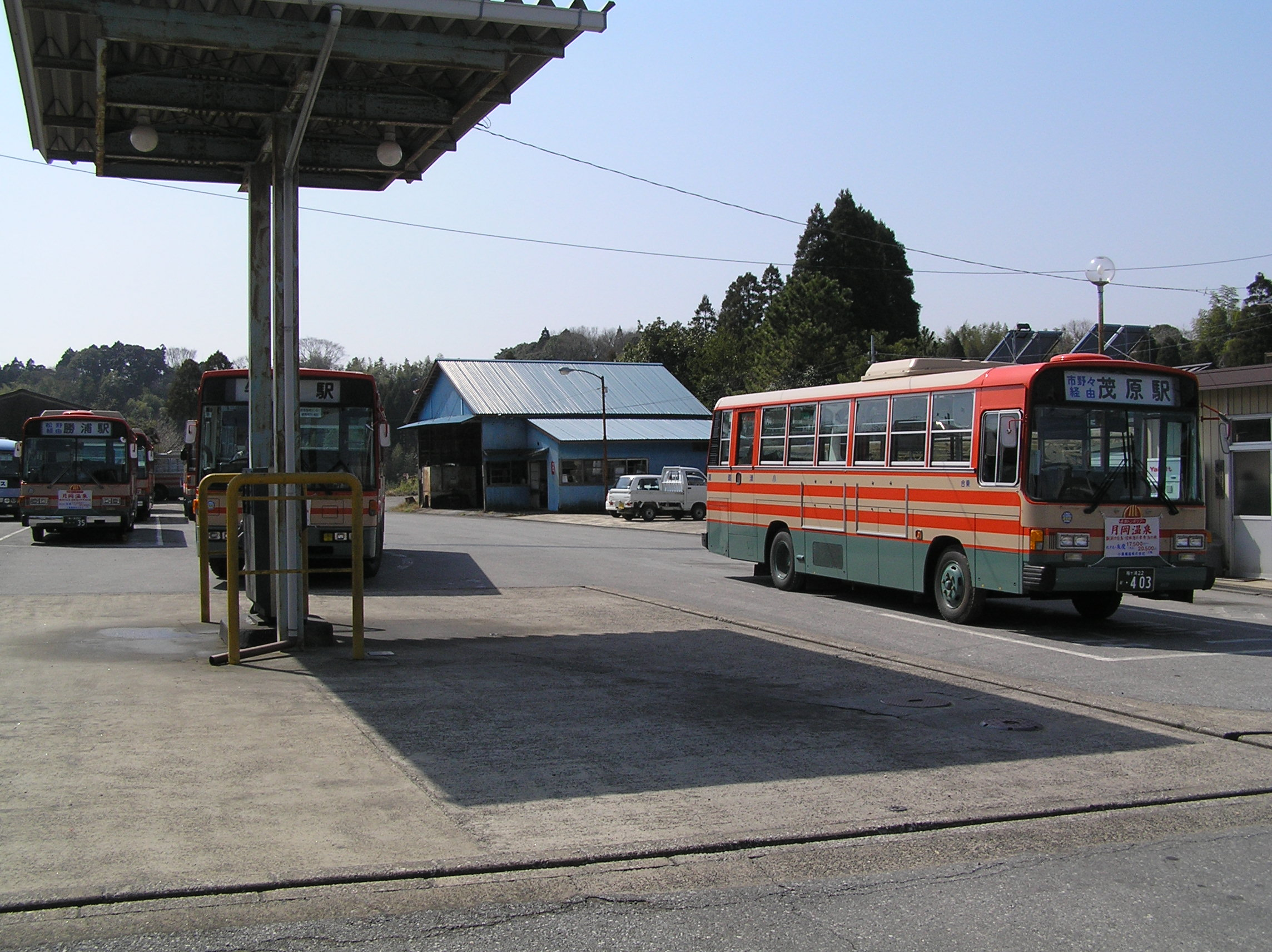
大多喜車庫 - 千葉県夷隅郡大多喜町。同社バスガイドの発した言葉が、つげ義春の代表作『紅い花』の台詞のヒントとなった。

- 塩田営業所 - 千葉県千葉市中央区塩田町810
  - 姉崎車庫 - 千葉県市原市姉崎海岸90-1
- 木更津営業所 - 千葉県木更津市潮浜2-1-6
- 長南営業所 - 千葉県長生郡長南町長南2119
  - 茂原車庫 - 千葉県茂原市千代田町2-3
  - 白子車庫 - 千葉県長生郡白子町古所4628
  - 大多喜車庫 - 千葉県夷隅郡大多喜町新丁16-1
  - 勝浦車庫 - 千葉県勝浦市新官1355
- 東金営業所 - 千葉県東金市田間25
  - 九十九里鉄道本社・東金営業所と共用

### バス案内所
案内所とは、バスの乗車券・回数券・定期券の発券、発売をしている窓口を指す。長南営業所管内では自社運営の窓口は設置されておらず、外部の店舗に発券・発売業務を委託している。
- JR千葉駅案内所（千葉駅東口）
- JR五井駅案内所（五井駅東口）
- 袖ケ浦駅北口案内所
- 木更津駅バス総合案内センター（木更津駅西口）
- 三井アウトレットパーク 木更津案内所

### 車両
いすゞ自動車製、日産ディーゼル工業（現:UDトラックス）製、三菱ふそうトラック・バス製、日野自動車製の国産4メーカーと、韓国・現代自動車製のヒュンダイ・ユニバースを導入している。一部のコミュニティバス用や契約輸送用車両を除き、赤みのあるクリーム色にオレンジ色のライン、車体下部に灰色の塗装となっている。
社番は設定されておらず、車両はナンバープレートの登録番号を用いて管理する。
現在はシャーシメーカー純正の車体が架装されているが、1984年から1997年頃にかけては中型車などの一部を除き、シャーシメーカーにかかわらず富士重工業伊勢崎製作所製の車体を架装していたことが特筆される。富士重工業製の車体を架装した車両は、塩田営業所管内では2014年までに除籍された。富士重工業のバスボディ製造事業撤退後は西日本車体工業製の車体を架装した車両が導入されたが、西日本車体工業の解散とUDトラックスのバス製造事業撤退により2010年までに導入を終了した。
導入車両は以前は新車に統一されていたが、2018年から一般路線車は平成22年排出ガス規制に適合した中古車両を導入するようになり、東急バス、西武バス、神奈川中央交通から車両を導入している。
高速路線車は塩田営業所管内、長南営業所管内とも路線新設や経年車代替の都度、新車が導入されている。一部車両を除き、車体中央部には平仮名で「こみなと」のロゴが入る。
一般路線車は、2000年までの導入車両はツーステップバスで木製床を採用し、大型車は前中扉、中型車は前後扉としていた。同年以降はワンステップバスやノンステップバスの導入に移行し、木製床を廃してロンリウム張り床に変更、交通バリアフリー法の施行もあって車種に関係なく前中扉とし、初期のワンステップ車を除き車椅子用スロープを装備している。
近年では塩田営業所管内に新車を導入し、製造から10年以上経過した車両を長南営業所管内に転属させ、その転属車で長南営業所管内の経年車を置き換えるのが慣例になっている（ただし長南営業所管内には小型車の新車導入あり）。そのため、現在では塩田営業所管内はLED式行先表示のワンステップまたはノンステップ（車椅子スロープ付）の車両、長南営業所管内・東金営業所は方向幕式行先表示とLED式行先表示、乗降口がツーステップ、ワンステップおよびノンステップの車両がメインという構成になっている。
小湊バスの車両使用年数は車両によって異なるが、営業所の転属や車体更正も頻繁に行われ、おおむね15年から20年程度使用されることが多い。経年によって車体や内装の陳腐化が目立ってきた車両に対しては車体更正を実施して整備している。また近年では一部車両を九十九里鉄道に譲渡し、九十九里鉄道所属の経年路線車を順次置き換えている。

### 乗車券
首都圏の広範囲で利用できる路線バスのカード式回数乗車券であるバス共通カードについては導入されなかったが、バス事業に限って交通系ICカードPASMOのサービスを2010年3月14日に塩田営業所担当路線（姉崎車庫は同年5月2日から、木更津車庫は2011年1月22日から）にて開始した。PASMO対応路線ではPASMOのほか、交通系ICカード全国相互利用サービス参加カードを利用できる。高速路線車と塩田営業所の一般路線車は交通系ICカード対応の運賃箱を設置し、一般路線車は中扉にICカードリーダーを設置している。
長南営業所（白子車庫以外）、東金営業所の一般路線は交通系ICカード非対応であり、塩田営業所から転属してきた一般路線車は交通系ICカード非対応の運賃箱への交換と中扉または後扉のICカードリーダーの撤去を行っていた。白子車庫管内の一般路線車では2021年2月から交通系ICカード対応の運賃箱を再設置し、同年2月25日に白子車庫の一般路線バスでICサービスを開始した。
また、川崎木更津線（川崎鶴見臨港バス・日東交通運行便を含む）については2023年3月25日から三井住友カードによる協力でVisaのタッチ決済、同年7月15日から千葉銀行による協力でJCBのタッチ決済、同年夏以降に同じく千葉銀行による協力でアメリカン・エキスプレスのタッチ決済を導入してしている。
一般路線のほぼ全線が利用できる回数券を、各営業所および車庫、案内所、バス車内などで発売している。

## 電気事業（廃止）
かつては電気事業を経営していた。1923年に自家発電の認可を受け、上総鶴舞駅構内に鶴舞（つるまい）発電所を建設、1925年3月2日に完成した。75kWのディーゼル発電機2台（1台を予備）を備え駅舎の電灯や信号用に使用していた。
やがて沿線住民からの要望により1925年に申請をして1926年に認可がおり、1927年9月より市原郡市原、市西、海上、養老、戸田、内田の6村（全て現在の市原市）に送電を開始した。続いて同年11月に高滝、富山、里見、白鳥の4村（全て現在の市原市）に送電を開始し、合計2200戸、3300灯の電気を供給した。1933年に鶴舞発電所を廃止して東京電灯からの買電に切り替え、1942年11月には電気事業を関東配電に統合し、小湊鉄道の電気事業は廃止された。
上総鶴舞駅構内の鶴舞発電所の建物は保存され、国の登録有形文化財（建造物）に登録されている。

## 主要関連会社
公式サイト「会社概要」の「小湊鐵道関連会社」を参照。
下記の関連会社のうち、★については「京成グループ企業一覧」に記載されていない。
バス
- 九十九里鉄道株式会社★（本社：東金市田間25）

タクシー
小湊鉄道タクシーグループとして、以下の子会社によりタクシー事業を行っている。
以下のグループ各社のタクシーには、ドアと社名表示灯に小湊鉄道の社章が取りつけられている。主に日産セドリックを使用している。
- 小湊鉄道タクシー株式会社（本社：千葉市美浜区新港182）
  - 営業区域：千葉市

- 小湊タクシー株式会社（本社：市原市五井中央東1-1-2）
  - 営業区域：市原市北西部

- 姉ケ崎タクシー株式会社（本社：市原市姉崎海岸50）
  - 営業区域：市原市姉崎地区、袖ケ浦市

- 木更津タクシー株式会社（本社：木更津市中里2-1-20）
  - 営業区域：木更津市

- 牛久タクシー株式会社（本社：市原市牛久897）
  - 営業区域：市原市南部

- 大多喜タクシー株式会社（本社：夷隅郡大多喜町新丁16-1）
  - 営業区域：大多喜町

ゴルフ
- 長南グリーン株式会社★（本社：長生郡長南町叉富804）
- 株式会社長南カントリークラブ（本社：長生郡長南町叉富804）
- 株式会社長南パブリックコース★（本社：長生郡長南町棚毛908）

不動産
- こみなと興産株式会社★（本社：千葉市稲毛区小仲台2-3-12）

## 不祥事

### 不正旅行販売問題
長南営業所において2012年7月に旅行業法で配置が義務付けられている旅行業務取扱管理者が退職して不在となった後も旅行業を営み、2017年4月19日に選任されるまでの約4年半にわたりバスツアーの旅行契約を577件結んでいたことが2017年に発覚した。また2015年3月には退職した管理者の元従業員の名義を無断で使用し、同社で勤務を継続していると虚偽申請して旅行業の登録更新を受けていたことも判明した。これを受けて千葉県は小湊鉄道に対し、同年6月15日付で旅行業務停止の行政処分を行った（本社営業所54日間、長南営業所24日間）。なお、千葉県が旅行業者に対し行政処分を行うのはこれが初となる。小湊鉄道は法令順守の意識が低かったとして謝罪し、管理者確保のため若手社員の資格取得支援を強化するとコメントした。

### 公式ツイッター問題
2020年5月11日、小湊鐵道公式Twitterの更新をしていた社員が担当から外れることとなった。当該アカウントは「公式」らしからぬツイートが話題となることもあり、1年間でフォロワーを1000人程度から10000人程度にまで伸ばしていた。
担当者は「罪状としては『好き勝手にTwitterをやるな』という事」などと綴っていたが、同日深夜にツイートの多くが削除されていることを目の当たりにし、「ガイドラインはおろか、決まりごとは何も無いところからいきなり担当にされ自分なりに必死にやっては来ましたが…」という旨の投稿をし、また削除は会社側の指示ではないかと推測した。その結果、一部の鉄道ファンからは同情の声が集まり「#小湊鐵道中の人の不当解任に抗議します」というハッシュタグをつけられたツイートが急増し、一時はTwitter内でトレンド入りした。一方で本人の会社批判や「ふざけ」を問題視する投稿もみられた。
会社側は「会社の内部事情に関わるようなツイートがあり、注意をしていたという経緯があった」「会社批判の投稿があり注意していた」と反論しており、担当者本人の主張とは食い違いがある。また、ツイートの削除に関しては会社が指示したものではないという。

### アルコール不正検査問題
2023年12月、社員から「（鉄道部門において）アルコール検査で不正が行われている」との報告があり、社内調査を実施したところ、数年前から男性運転士が車掌に代わって検査を受けさせたり、検査を拒否していたことが判明した。これを受けて、小湊鐵道はこの運転士を2024年1月に懲戒解雇処分にしたほか、国土交通省関東運輸局も同月に監査を行った上で再発防止などを求める改善指示を同年3月に出した。